# Anacaona sphaerica
Anacaona es un género monotípico de plantas fanerógamas de la familia Cucurbitaceae. Su única especie, Anacaona sphaerica, es originaria de la República Dominicana donde se encuentra en Jarabacoa.

## Taxonomía
Anacaona sphaerica fue descrita por Henri Alain Liogier y publicado en Phytologia 47(3): 192, f. 10. 1980.
Sinonimia
- Penelopeia sphaerica (Alain) H.Schaef. & S.S.Renner[2]